# Happy Families
Happy Families is een zesdelige BBC comedyserie uit 1985, geregisseerd door Paul Jackson naar het script van Ben Elton. De hoofdrollen worden gespeeld door Jennifer Saunders, Adrian Edmondson en Dawn French.

## Verhaal
Granny Fuddle (gespeeld door Jennifer Saunders) krijgt te horen dat ze nog maar negen maanden te leven heeft. Daarom stuurt ze haar kleinzoon Guy (gespeeld door Adrian Edmondson) eropuit om haar vier verloren kleindochters Cassie, Madeleine, Joyce en Roxanne (alle vier gespeeld door Jennifer Saunders) te vinden. Cassie blijkt een soapactrice in de Verenigde Staten, Madeleine verblijft in een commune van een Franse kunstenaar, Joyce woont in een klooster en Roxanne zit een lange straf uit in de gevangenis. Als alle kleindochters zijn verzameld blijkt dat Granny een bedoeling heeft met deze plotselinge reünie: de zeldzame ziekte waaraan ze lijdt is te behandelen als al haar kleindochters een orgaan doneren.

## Achtergrond
Het idee voor deze bizarre familiegeschiedenis waarin alle vrouwelijke familieleden door Jennifer Saunders worden gespeeld, is ontleend aan de film Kind Hearts And Coronets uit 1949. In deze comedy speelt Alec Guinness (1914 - 2000) acht leden van dezelfde familie. De serie is afgezien daarvan bijzonder in de zin dat de afzonderlijke afleveringen in verschillende stijlen zijn gefilmd. Cassies aflevering is gefilmd op 16mm-film waarop Amerikaanse soaps als Dynasty en Dallas ook gedraaid werden, in Madeleines aflevering is gebruikgemaakt van zogenaamde soft focus om het op Franse film te doen lijken, Joyce' verhaal lijkt in sommige opzichten sterk op The Sound of Music en Roxannes aflevering is geschreven als een journalistieke documentaire over het gevangenisleven.
Saunders, Edmondson en French waren lid van het gezelschap The Comic Strip dat sinds 1982 op televisie te zien was. Jennifer Saunders en Dawn French verschenen in hetzelfde televisieseizoen in de serie Girls On Top. De bijrollen werden vervuld door vele bekende Britse comedyacteurs, waaronder Stephen Fry, Hugh Laurie, Helen Lederer, Ruby Wax en Lenny Henry. Andere leden van The Comic Strip, zoals Rik Mayall en Nigel Planer zijn eveneens in bijrollen te zien. Zij hadden beiden al met Ben Elton samengewerkt bij The Young Ones.

## Afleveringen
- Aflevering 1: Edith (uitgezonden 17 oktober 1985)
- Aflevering 2: Cassie (uitgezonden 24 oktober 1985)
- Aflevering 3: Madeleine (uitgezonden 31 oktober 1985)
- Aflevering 4: Joyce (uitgezonden 7 november 1985)
- Aflevering 5: Roxanne (uitgezonden 14 november 1985)
- Aflevering 6: Reunion (uitgezonden 21 november 1985)